# Берфман Марк Абрамович
Марк Абрамович Берфман (7 липня 1939, Суми, УРСР — 2 грудня 2019) — український політик, економіст.
Народився 7 липня 1939 року в місті Суми.

## Освіта
Мав вищу освіту — у 1964 році закінчив Полтавський інженерно-будівельний інститут за спеціальністю «Промислове та цивільне будівництво».

### Робота
Свій трудовий шлях розпочав у 1965 році інженером, заступником керівника відділу в/ч у місті Алейськ. Також працював на посадах майстра, виконроба, економіста, начальника відділу, заступника головного інженера в будівельних організаціях, головного технолога, заступника начальника комбінату «Сумпромбуд», першого заступника начальника проєктно-виробничого об'єднання «Сумбуд».
З травня 1992 року працює начальником управління капітального будівництва, заступником голови Сумської обласної ради по виконавчій роботі, начальником управління економіки облвиконкому, першим заступником голови облвиконкому, першим заступником голови облдержадміністрації в державній адміністрації Сумської області.
У 1998 році був призначений на посаду голови Сумської обласної державної адміністрації. Обирався депутатом Сумської обласної Ради народних депутатів.
В липні 1999 року був обраний головою Сумської обласної Ради народних депутатів, а у квітні 2002 року був переобраний на ту ж посаду, на якій перебував до квітня 2006 року.

## Нагороди
- Медаль «Ветеран праці».
- Почесна грамота Кабінету Міністрів України (1999)[4].
- Орден «За заслуги» III ступеня (1999)[5].
- Заслужений економіст України (2004)[6].

## Родина
Дружина, Берфман Аріна Андріївна,  працювала на посаді інженера Сумського відділу Південної залізниці. Мав доньку Захарченко Інну, яка тепер на пенсії.